# Attenborosaurus conybeari
Attenborosaurus conybeari (лат.) — длинношеий плезиозавр из синемюра Европы. Назван в честь натуралиста Дэвида Аттенборо.
Ископаемые остатки находились в Бристольском городском музее (Англия). Они атрибутировались как Plesiosaurus conybeari. Однако они были уничтожены во время Второй мировой войны, но сохранился гипсовый слепок, пригодный для дальнейшего изучения. По нему было сделано описание Attenborosaurus conybeari.
Attenborosaurus conybeari принадлежит к плезиозавроидам. Череп широкий, шея довольно длинная. Тазобедренный пояс крайне примитивен для плезиозавра этого типа. Зубов меньше, чем у других плезиозавров, но они массивнее. Ископаемый образец нёс следы кожи в виде тонкой коричневатой плёнки. Кожа представляла собой сплошную мембрану без чешуи. Но в районе тазового пояса были обнаружены мелкие продолговатые кости, которые могли быть кожными пластинками.